# Тадей Карабович
Таде́й Карабо́вич (нар. 6 квітня 1959 р. у Савині на Холмщині) — польський та український поет, перекладач, літературознавець, головний редактор щорічника «Український літературний провулок». Член Національної спілки письменників України (з 2012 р.).

## З біографії
Народився 1959 року в селищі Савині Холмського воєводства; закінчив факультет педагогіки і психології Люблінського університету. Працював журналістом у газеті «Наше слово» (Варшава), друкувався в українських і польських часописах. Із 2001 р. очолює редакційну раду щорічника «Український літературний провулок» (видання українських письменників Польщі).

## Творчий доробок
Видав збірки поезій «Zapatrzenia», «Вологість землі», «Біля вогню», «Кличу тебе як ластівку», «Атлантида», «В пустелі небо чорне», «Що стою за стіною споминів», «Два листи до ночі», «Вибрані поезії», «Juz dzień się nachylil do czterech kranców świata», «Довга розлука»

### Поезія
Польською
1. Zapatrzenia (Lublin 1985), ISBN 83-222-0438-8;

Українською
1. Вологість землі (Варшава 1986), [ISBN — немає];
2. Біля вогню (Варшава 1990), [ISBN — немає];
3. Кличу тебе як ластівку (Варшава 1991), [ISBN — немає];
4. Атлантида (Едмонтон 1989, ISBN 0-919452-23-X, Друге видання: Варшава 1993), ISBN 83-900854-1-0;
5. В пустелі небо чорне (Холм — Варшава 1995), ISBN 83-900854-4-5;
6. Що стою за стіною споминів (Варшава 1997), ISBN 83-906203-2-4;
7. Два листи до ночі (Білосток 1999), ISBN 83-88097-00-8;
8. Вибрані поезії (Білосток 2001), ISBN 83-99097-25-3;
9. Довга розлука (Люблін 2005), ISBN 83-919278-7-3;
10. Уже вечір. Вибрані поезії (Люблін 2009), ISBN 978-83-919278-8-5;
11. Забутість (Люблін 2011), ISBN 978-83-62495-05-4.

### Книжки Тадея Карабовича у перекладі поета Яна Леоньчука
1. Powrót (Білосток 1998), ISBN 83-86620-31-5;
2. Już dzień się nachylił do czterech krańców świata (Люблін 2004, двомовна), ISBN 83-919278-5-7;
3. Długa rozłąka (Білосток 2006), ISBN 83-60368-75-9.

### Переклади
Переклад з польської мови на українську
1. Ян Леоньчук, Щораз ближче сну, Видавництво Свічадо, Львів 2000, ISBN 966-561-188-7.

Переклади з білоруської та української на польську мову
1. Jar Sławutycz, Oaza tęsknoty, Slavuta Publishers, Edmonton 1989, ISBN 0-919452-25-6,
2. Antologia: Po tamtej stronie deszczu. Poezja ukraińska, Wydawnictwo UMCS, Lublin 1998, ISBN 83-227-1200-6,
3. Nadzieja Artymowicz, Łagodny czas, [редактор та автор вибраних перекладів], Ośrodek Brama Grodzka Teatr NN, Lublin 1998, ISBN 83-86620-28-5,
4. Nadija Stepuła, Inne niebo, [wybór i opracowanie Tadeusz Karabowicz], Radom 1999, ISBN 83-87013-31-5, ISSN 1427-5651,
5. Mila Łuczak, Kwiat czarnej paproci, [wybór i opracowanie Tadeusz Karabowicz], Wydawnictwo Prymat, Białystok 1999, ISBN 83-88097-06-7,
6. Marija Rewakowycz, Zielony dach, Wydawnictwo Prymat, Białystok 1999, ISBN 83-88097-02-4,
7. Roman Babował, Obłaskawianie nocy, Wydawnictwo Prymat, Białystok 1999, ISBN 83-88097-03-2,
8. Ihor Kałyneć, Karpat lub księga z Poselja, Zakład Wydawniczy «Tyrsa», Warszawa 1999, ISBN 83-906203-8-3,
9. Josyp Struciuk, Po tamtej stronie ciszy, Wydawnictwo Prymat, Białystok 2000, ISBN 83-88097-08-3,
10. Bohdan Bojczuk, Miłość w trzech odsłonach i inne wiersze, [współtłumaczenie Jan Leończuk], Wydawnictwo Prymat, Białystok 2001, ISBN 83-911529-1-X,
11. Jurij Tarnawśkyj, Oto jak zdrowieję, Wydawnictwo Prymat, Lublin-Hola-Białystok 2002, ISBN 83-88097-12-1,
12. Wira Wowk, Miłosne listy księżnej Weroniki, Wydawnictwo Prymat, Lublin-Hola-Białystok 2003, ISBN 83-88097-24-5,
13. Bohdan Bojczuk, Skazane kochać, [dwujęzyczna], Wydawnictwo «Ukraińskiego Zaułka Literackiego», Lublin 2007, ISBN 978-83-919278-4-7,
14. Emma Andijewska, Zespoły architektoniczne, Wydawnictwo Studio Format, Lublin 2010, ISBN 978-83-62495-01-6.
15. Wira Wowk, Śmieszny Święty, Wydawnictwo Episteme, Lublin 2013, ISBN 978-83-62495-19-1
16. Ihor Pawluk, Męskie wróżby, Wydawnictwo Episteme, Lublin 2013, ISBN 978-83-62495-30-6
17. Міртала Пилипенко, «Шлях до себе / Droga do siebie / Path to Self / Путь к себе». Wydawnictwo «Kijów — Paryż — Dakar», Kijów 2018, Чотиримовне (укр., пол.,, англ., рос.) ISBN 978-966-97620-2-3
18. Василь Куйбіда, «Топологія уяви / Topologia wyobraźni». Двомовне (укр., пол.). Wydawnictwo «Kijów — Paryż — Dakar», Kijów 2019, ISBN 978-966-97620-8-5
19. Lesia Stepowyczka, Serce w niewoli. Poezia, poetyckie echa. Wydawnictwo «Narracje», Lublin, 2022. Двомовне (укр.,польськ.) ISBN 978-83-67049-36-8

Післямови:
1. Костянтин Мордатенко. Роман. Літописьмо. Видавництво «Київ-Париж-Дакар», Київ, 2018, ISBN 978-966-97620-1-6

### Книжки про українську культуру та церкву
1. Dziedzictwo kultury ukraińskiej (Lublin 2001), ISBN 83-227-1775-X;
2. Tożsamość cerkwi ukraińskiej (Lublin 2004), ISBN 83-227-2294-X.

### Монографії
1. Portret ze skrzydłem archanioła. O poezji Ihora Kałyncia (Lublin 2003)), ISBN 83-227-2076-9;
2. Scalanie rozbitego świata. Twórczość literacka ukraińskich poetów emigracyjnych «Grupy Nowojorskiej» (Lublin 2008), ISBN 978-83-227-2861-1;
3. Dziedzictwo i tożsamość kultury ukraińskiej (Lublin 2012), ISBN 978-83-62495-9;
4. Міфопоетика Нью-Йоркської групи (Київ, 2018) монографія для здобуття ступеня доктора філологічних наук. Інститут філології Київського університету імені Тараса Шевченка. Захист відбувся 15 березня 2018 року.

Автореферат дисертації:
http://scc.univ.kiev.ua/upload/iblock/afd/aref_Karabovych%20T..pdf
Монографія Доктора філологічних наук:
http://scc.univ.kiev.ua/upload/iblock/d5d/dis_Karabovych%20T..pdf, 

## Скансен в с. Голя
Тадей Карабович є одним з фундаторів та багаторічним доглядачем скансену Південного Підляшшя у с. Голя, який представляє побут українців цього регіону. Скансен у Голі є громадською власністю Товариства любителів скансену в Голі, товариство було зареєстровано у 1990 році. Головою Товариства є Аліна Карабович, дружина Тадея Карабовича, вчителька початкової школи у Голі.

## Нагороди
- Орден «За заслуги» III ступеня (Україна, 2008)[2]